# A Batucada dos Nossos Tantãs
A Batucada dos Nossos Tantãs é o décimo primeiro álbum de estúdio do grupo brasileiro de samba Fundo de Quintal, lançado em 1993.

## História
Este foi o primeiro trabalho de estúdio do Fundo de Quintal sem a presença de Arlindo Cruz, integrante do grupo desde 1981. No lugar de Arlindo, entrou Ronaldinho, ex-cavaquinista do Grupo Raça.

## Faixas
| Lado A |                                         |                                            |                         |         |  |
| N.º    | Título                                  | Compositor(es)                             | Solista(s)              | Duração |  |
| 1.     | "A Batucada Dos Nossos Tantãs"          | Sereno Adilson Gavião Robson Guimarães     | Sereno                  | 3:19    |  |
| 2.     | "Menina da Colina"                      | Mário Sérgio Luisinho                      | Mário Sérgio Ronaldinho | 3:58    |  |
| 3.     | "Um Lindo Sonho"                        | Arlindo Cruz Mário Sérgio                  | Mário Sérgio            | 4:15    |  |
| 4.     | "Motivos"                               | Cléber Augusto Bandeira Brasil             | Cléber Augusto          | 3:58    |  |
| 5.     | "Amar É Bom"                            | Adaulto Magalhães Zé Roberto Adilson Bispo | Mário Sérgio            | 4:01    |  |
| 6.     | "Número Baixo" (com part. de Nei Lopes) | Zé Luiz Nei Lopes                          | Bira Presidente         | 3:17    |  |

| Lado B |                             |                                  |                         |         |  |
| N.º    | Título                      | Compositor(es)                   | Solista(s)              | Duração |  |
| 1.     | "Caidinho"                  | Sereno João do Cavaco            | Sereno                  | 3:03    |  |
| 2.     | "Luz da Inspiração"         | Candeia                          | Mário Sérgio            | 2:49    |  |
| 3.     | "Capoeira Coração"          | Sombra Paulo César Pinheiro      | Mário Sérgio Ronaldinho | 3:37    |  |
| 4.     | "Coisas do Passado"         | Cléber Augusto Djalma Falcão     | Cléber Augusto          | 3:32    |  |
| 5.     | "Modesto Abrigo"            | Sereno Mário Sérgio              | Mário Sérgio Sereno     | 3:02    |  |
| 6.     | "No Nosso Fundo de Quintal" | Fernando Baster Pedrinho da Flor | Ronaldinho              | 3:43    |  |

## Integrantes
- Bira Presidente: pandeiro
- Ubirany: repique de mão
- Sereno: tantã
- Cléber Augusto: violão de seis cordas
- Ronaldinho: banjo
- Mário Sérgio: cavaquinho
- Ademir Batera: bateria